# Sempringham
Sempringham är en by i civil parish Pointon and Sempringham, i distriktet South Kesteven, i grevskapet Lincolnshire, i England. Byn är belägen 20 km från Grantham. Sempringham var en civil parish fram till 1931 när blev den en del av Pointon and Sempringham. Civil parish hade 112 invånare år 1921. Byn nämndes i Domedagsboken (Domesday Book) år 1086, och kallades då S(e)pingeham/Stepingeham.